# Wachtgeld (schutterij)
Wachtgeld was een belasting die door steden aan bepaalde bevolkingsgroepen werd geheven om de schutterij of burgerwacht te kunnen betalen.
Binnen de Republiek der Zeven Verenigde Nederlanden gebruikten steden deze belasting bijvoorbeeld voor katholieke of doopsgezinde stadsburgers, alleenstaanden of niet-burgers. Zij werden in ruil hiervoor vrijgesteld van de plicht om een man te leveren voor de schutterij. Eind 18e eeuw werd ook een wachtgeld ingevoerd als een soort boete om zo de aantrekkelijkheid en de opkomst voor de schutterij te verbeteren.